# Željko Cicović
 (octobre 2016).
Si vous disposez d'ouvrages ou d'articles de référence ou si vous connaissez des sites web de qualité traitant du thème abordé ici, merci de compléter l'article en donnant les références utiles à sa vérifiabilité et en les liant à la section « Notes et références ».
Željko Cicović (en serbe cyrillique : Жељко Цицовић), né le 2 septembre 1970 à Belgrade (Yougoslavie aujourd'hui en Serbie), est un footballeur serbe, international yougoslave, qui évoluait au poste de gardien de but.

## Carrière
- 1989-1997 : FK Rad Belgrade
- 1997-2005 : Unión Deportiva Las Palmas

## Palmarès

### En équipe nationale
- 6 sélections et 0 but avec l'équipe de la République fédérale de Yougoslavie en 2000.
- Finaliste du Festival International Espoirs de 1992
- Meilleur gardien du Festival International Espoirs de 1992
- Quart de finaliste de l'Euro 2000.